# Javier Noriega Sanz

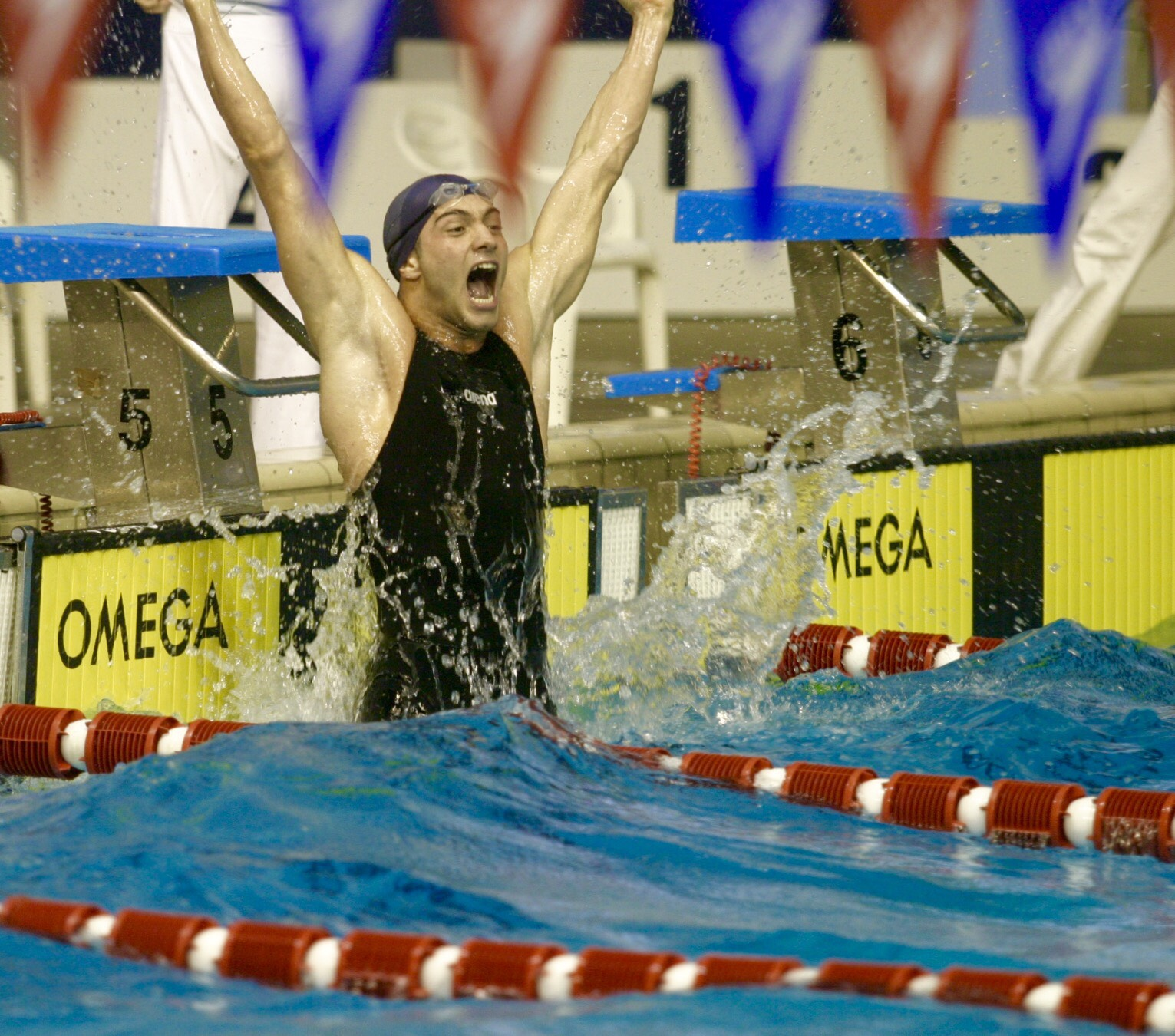
Javier Noriega en Cádiz (2004).

Javier Noriega Sanz (23 de julio de 1980 en Toledo) es un deportista español que compite en natación. Su especialidad es el estilo libre. Su récord de España es 22.04 y ha permanecido durante cuatro años entre los diez primeros del ranking mundial.
Fue semifinalista en los JJ. OO., de Atenas 2004 y participó en los JJ. OO., de Pekín 2008 en la categoría de 50 m libres.
En el año 2011 creó un blog pionero en el deporte español, en el que se muestra, por medio de vídeos diarios, todo el proceso de entrenamiento desde la pretemporada hasta la competición más importante del año. 
- Datos: Q2885575
- Multimedia: Javier Noriega Sanz / Q2885575